# Rudolf Schmid (Politiker, 1894)
Rudolf Schmid (* 29. Juli 1894 in Glarus; † 14. März 1989 ebenda), reformiert, heimatberechtigt in Glarus sowie Schwanden, war ein Schweizer Politiker (Allgemeine Bürgerliche Volkspartei des Kantons Glarus).

## Biografie
Rudolf Schmid war Sohn des Zahnarztes Heinrich Schmid sowie der Regula geborene Aebli. Er erwarb die Matura am Realgymnasium Rämibühl in Zürich. In der Folge widmete er sich einem Studium der Medizin an der Universität Zürich. Diese schloss er 1919 mit dem Erwerb des akademischen Grades eines Dr. med. ab.
Nach Weiterbildungen in Wien sowie am Kantonsspital Glarus eröffnete er 1923 eine Arztpraxis in Ennenda, deren Leitung er bis zu seinem Eintritt in den Ruhestand 1975 innehatte. Rudolf Schmid war mit der Ärztin Barbara, Tochter des Kaufmanns Gabriel Schiesser, verheiratet. Er verstarb 1989 94-jährig in Glarus.
Rudolf Schmid war Mitglied der Allgemeinen Bürgerlichen Volkspartei des Kantons Glarus. 1932 wurde er mit dem Amt des Kriminalrichters betraut, ab 1933 nahm er für seine Partei Einsitz im Glarner Landrat. 1941 erfolgte seine Wahl in den Glarner Regierungsrat. Dort stand Schmid der Sanitätsdirektion, der Armen- sowie Vormundschaftsdirektion, zeitweise der Militärdirektion vor. 1950 wurde er zum Landesstatthalter bestellt, 1954 schied er aus der Regierung aus.
Rudolf Schmids Engagement galt schon in den 1930er Jahren dem integralen Frauenstimmrecht. Er initiierte den Ausbau sowie die Erweiterung des Glarner Kantonsspitals. Schmid, der freundschaftliche Kontakte zum Maler Ernst Morgenthaler pflegte, führte die Regierungskonzerte ein. Er gehörte dem Stiftungsrat für den Freulerpalast an.

## Schrift
- Aufgaben der Ärzte bei Katastrophen, speziell bei Explosionen. Dissertation. Universität Zürich, 1920